# Tampa Bay Lightning
Tampa Bay Lightning (cunoscută sub numele popular de Bolts) este o echipă profesionistă americană de hochei pe gheață cu sediul în Tampa, Florida și face parte din Divizia Atlantic a Conferinței de Est din NHL. Își dispută meciurile de pe teren propriu la Amalie Arena din centrul orașului Tampa.
Lightning a câștigat de trei ori Cupei Stanley: 2004, 2020 și 2021. De asemenea, au ajuns în finala Cupei Stanley în 2015 și în 2022. Echipa este deținută de Jeffrey Vinik, iar managerul general este Julien BriseBois. Jon Cooper ocupă funcția de antrenor principal din 2013 și este cel mai longeviv antrenor principal activ din NHL.